# Nils-Ole Poulin
Nils-Ole Poulin (født 3. juni 1955 i Kolding) er en dansk guitarist, sanger og komponist. 
Ved siden af sin musikalske karriere har han læst filosofi og dansk på Aarhus Universitet og er tidligere lærer og skoleinspektør (Svindinge ny Skole).
Nils-Ole Poulin har igennem tiden haft tæt samarbejde med kunstnere såsom Wili Jønsson, Peter Thorup og Jørgen "Fonemy" Thomsen.
Nils-Ole har bl.a. spillet i:
- Poulin og de lidt brugte
- No Shoes

Nils-Ole Poulin har især erfaring inden for genrerne pop, rock og hovedsageligt blues.
Han har to sønner, David og Oliver, der begge spiller musik. Sønnen David og Nils-Ole spillede sammen i bandet No Shoes, og sønnen Oliver har ved flere lejligheder optrådt med Nils-Ole ved sine senere soloturnerer på Bornholm.

## Diskografi
- Under Horisonten (1989)
- Groft signeret (1996) – Poulin og de lidt brugte
- Tusind Veje (1999) – Poulin og de lidt brugte
- Live at "Listed Harbour" for TV2 Bornholm (2004) – No Shoes
- No Shoes (2007) – No Shoes
- The Play That Never Was (2011) – No Shoes

 Der er for få eller ingen kildehenvisninger i denne artikel, hvilket er et problem. Du kan hjælpe ved at angive troværdige kilder til de påstande, som fremføres i artiklen.